# Garbogrzbiet atlantycki
Garbogrzbiet atlantycki, delfin garbogrzbiety, delfin zachodnioafrykańki, sotalia zachodnioafrykańska (Sousa teuszii) – gatunek ssaka z rodziny delfinowatych (Delphinidae). Żyje w wodach przybrzeżnych i ujściach rzek Afryki Zachodniej. Posiada szarą skórę, mierzy od 1,2 do 2,5 m i waży 75-150 kg. Żyje w małych grupach, liczących zazwyczaj od 2 do 10 osobników. Żywi się głównie tuńczykami i rybami z rodziny mugilowatych. Niewiele wiadomo o sposobie rozmnażania. Młode rodzą się pomiędzy grudniem a lutym.